# Vira-folha-de-peito-canela
O vira-folha-de-peito-canela (nome científico: Sclerurus mexicanus) é uma espécie de ave passeriforme da família dos furnariídeos (Furnariidae). Este pássaro pode ser um complexo de espécies crípticas.

## Etimologia
O nome do gênero Sclerurus é formado pelo grego sklērós (σκληρός), "duro", e -oúra (ούρα), "cauda", e o epíteto específico Mexicanus / mexicanum vem do latim e significa "mexicano".

## Descrição
O vira-folha-de-peito-canela tem tamanho semelhante a de um tordo, medindo de 15 a 17 centímetros de comprimento e pesando de 24 a 30 gramas. A sua coloração é bastante uniforme de um rico castanho. A cauda é mais escura, o peito, a garupa e a cabeça são mais claros e tingidos de avermelhado, embora a coroa e a região da bochecha sejam tão escuras quanto o corpo, com algum tom acinzentado nas bochechas. Sua íris é marrom-escura, os pés são marrom- escuro. O bico é muito longo e fino, talvez proporcionalmente o mais longo e mais fino de todos os furnariídeos. É marrom-escuro acima e esbranquiçado, cor mármore ou cinza escuro abaixo; a ponta é preta. Machos e fêmeas se parecem. As aves jovens são mais opacas, com listras claras e escamação escura na garganta e no peito. O canto do vira-folha-de-peito-canela é uma série de quatro a nove notas sibilantes que descem, aceleram e desaparecem à medida que são dadas: peeeee-peeeee-peeeee-chrrrr. Para algumas populações, foram descritas canções ligeiramente diferentes; a subespécie pullus produz uma série de chamados agudos ou um assobio pseeer-pseer-pseer-psee-pse, enquanto a subespécie peruvianus tem uma série de assobios suweet leves e sua música geralmente termina em um trinado. Não está claro se essas vocalizações indicam uma distinção específica, mas é notável que pelo menos no peruvianus a música geralmente termina com um "florescimento" e não desaparece silenciosamente como nas populações do norte. A chamada de alarme é um afiado chick, squee, tseeéét ou zick. O vira-folha-de-bico-curto (S. rufigularis) é amplamente simpátrico na bacia do Amazonas. Parece quase igual, mas tem um bico mais curto e sua música, embora estruturada de maneira semelhante, muda de tom várias vezes ao longo de seu curso, em vez de simplesmente descer. É também um habitante de floresta de terra firme perto de rios, enquanto o vira-folha-de-peito-canela prefere terrenos montanhosos.

## Sistemática
O vira-folha-de-peito-canela é considerado a espécie irmã do vira-folha-de-bico-curto. Na verdade, pode conter duas espécies que são simpátricas por distribuição (embora não por altitude) entre o leste do Panamá e o norte da Colômbia; as aves entre os departamentos de Meta e Santander (Colômbia), incluindo uma população na Serranía de las Quinchas descoberta apenas em 20 de janeiro de 2006, ainda não foram identificadas quanto à subespécie. Quanto aos nomes científicos, S. mexicanus se referiria às aves de várzea, enquanto o nome das andinas (que ironicamente não incluiria a subespécie andinus, essencialmente uma ave de várzea apesar do nome) seria S. obscurior. A situação da população isolada da Mata Atlântica também não é clara; pode representar ainda outra espécie, que se chamaria S. bahiae, mas tem sido muito pouco estudada. Um estudo de vocalizações publicado em 2017 propõe que até cinco espécies podem estar contidas em S. mexicanus lato senso.

### Subespécies
Desde que a espécie não seja dividida, sete subespécies, diferindo bastante na aparência para uma ave tão simples, são reconhecidas.
Grupo mexicano
- Sclerurus mexicanus mexicanus (P.L.Sclater, 1857) – de Veracruz (sudeste do México) ao norte da Nicarágua. Registrado pela primeira vez em El Salvador em 12 de junho de 1998, mas a nidificação não foi confirmada. Inclui S. m. certus.[3][8]

Nem tons escuros nem ruivos muito pronunciados, mas áreas escuras e ruivas claramente contrastantes.
- Sclerurus mexicanus pullus (Franja, 1902) – Terras Altas da Costa Rica a Coclé e Veráguas (oeste do Panamá).[3]

Geralmente mais escuro e menos ruivo do que mexicanus, mas garganta mais clara e garupa com tonalidade ruiva pronunciada.
- Sclerurus mexicanus andinus (Chapman, 1914) – planícies da província do Panamá (leste do Panamá) ao norte da Colômbia, talvez incluindo o departamento de Santander; daí para nordeste até a Serranía del Perijá da Venezuela, e sudeste através do sul da Venezuela até a Gran Sabana e oeste de Guiana.[3]

Mais leve que o mexicanus, garupa e coberteiras muito avermelhadas.
- Sclerurus mexicanus macconnelli (Chubb, 1919) – Guianas, Rio Negro e leste do Tapajós ao Maranhão, de norte a sul de Mato Grosso (Brasil).[3]

Semelhante ao mexicanus, mas mais marrom-oliva; avermelhado na garganta e garupa muito pronunciado, estendendo-se até o peito.
Grupo obscuro
- Sclerurus mexicanus obscurior (ou S. obscurior obscurior) (Hartert, 1901) – Terras Altas do istmo do Panamá (Cerro Malí, Cerro Pirre, Cerro Tacarcuna) através da Cordilheira Ocidental da Colômbia para El Oro e oeste de Loja no sudoeste do Equador. S. m. anomalus, descrita a partir de Cerro Sapo (Panamá), não é reconhecidamente distinta; presumivelmente pertence a obscurior[3]

Mais escuro e menos ruivo do que mexicanus.
- Sclerurus mexicanus peruvianus (ou Sclerurus obscurior peruvianus) (Chubb, 1919) – sul da Cordilheira Oriental a oeste do departamento de Meta – talvez do norte do departamento de Santander – (Colômbia), bacia do Amazonas adjacente (Amazonas, Acre e norte de Rondônia), a leste do Peru e noroeste do departamento de Santa Cruz (Bolívia).[3][9]

Geralmente como obscurior, mas ainda menos ruivo.
Incertae sedis
- Sclerurus mexicanus bahiae (ou Sclerurus bahiae) (Chubb, 1919) – Mata Atlântica do Brasil, de Alagoas ao nordeste de São Paulo.[3]

Semelhante a pullus; garupa marrom-avermelhada rica, garganta escura e pouco contrastando com o peito.

## Distribuição e ameaça
O vira-folha-de-peito-canela varia do sul do México até a América Central e a Colômbia, e daí para o sul até os Andes peruanos, bem como para o sudeste da Bacia Amazônica, com uma população isolada na Mata Atlântica do Brasil. A espécie está em grande parte ausente da Venezuela e é distribuída de forma irregular na maior parte de sua área de distribuição, particularmente na América Central. Os seus habitats naturais são florestas tropicais úmidas de baixa altitude e florestas tropicais úmidas montanas persistentes. Prefere terrenos montanhosos, ocorrendo principalmente entre 700 e 2 200 metros de altitude na América Central, e próximo ao nível do mar até 1 500 metros e localmente até dois mil metros de altitude na América do Sul.
A espécie vive no solo, onde se alimenta de invertebrados encontrados ao mexer em serrapilheira, cavando em solo úmido ou em madeira podre, muitas vezes usando a cauda para se ancorar; as pontas das retrizes ficam desgastadas por esse comportamento e, antes da muda, muitas vezes apenas as hastes das penas resilientes permanecem. Os vira-folhas-de-peito-canela são encontrados sozinhos ou em pares; podem ser atraídos por gravações de suas chamadas de alarme. Essas aves geralmente se movem pulando e relutam em voar se não precisarem. Não são migratórios. São considerados monogâmicos e territoriais, com seus territórios de cerca de 25 hectares. A época de reprodução – se esta espécie realmente tem uma época de reprodução bem marcada – é prolongada, ocorrendo pelo menos de dezembro a abril na Costa Rica; atividade reprodutiva foi registrada em abril / maio à Colômbia e em agosto para o Equador. O ninho é um pequeno copo, tecido frouxamente de galhos secos e restos de folhas, em uma cavidade de até 20 centímetros de diâmetro no final de um túnel – até 50 centímetros de comprimento, mas geralmente muito mais curto – cavado em um banco de terra ou local semelhante. Pouco se sabe sobre sua biologia reprodutiva, mas eles provavelmente põem dois ovos por ninhada.
Geralmente é uma ave incomum, com uma densidade populacional geralmente inferior (e muitas vezes muito inferior) a cinco indivíduos por quilômetro quadrado. Desaparece rapidamente das florestas que foram fragmentadas devido à exploração madeireira e nem mesmo tolera bem a extração seletiva de madeira. Devido à sua grande variedade geral, é classificada como espécie de menor preocupação pela Lista Vermelha da União Internacional para a Conservação da Natureza (UICN / IUCN); se for dividido em duas ou três espécies, no entanto, as populações andinas e da Mata Atlântica provavelmente se qualificarão como espécies ameaçadas. No Brasil, foi classificada em 2005 como criticamente em perigo na Lista de Espécies da Fauna Ameaçadas do Espírito Santo; No Livro Vermelho da Fauna Brasileira Ameaçada de Extinção do Instituto Chico Mendes de Conservação da Biodiversidade (ICMBio), que aceitou a divisão da espécie proposta, assume que a população amazônica (ali designada como Sclerurus macconnelli) é menos preocupante, enquanto a subespécie Sclerurus macconnelli bahiae estaria vulnerável. Na Lista das Espécies da Fauna Ameaçadas de Extinção no Estado do Rio de Janeiro de 2018, que ignora a divisão, foi classificado como vulnerável.